# Engine Alliance GP7000
Engine Alliance GP7000 je dvouproudový motor vyráběný společností Engine Alliance – společný podnik firem General Electric a Pratt & Whitney. Spolu s motorem Rolls-Royce Trent 900 se jedná o jednu z možností pohonné jednotky dostupné pro Airbus A380.
Původně měl být určený k pohonu nerealizovaného Boeingu 747X, ale nakonec se uplatnil pro Airbus A380. Společnost Pratt & Whitney vyvíjela nízkotlakou část založenou na motoru PW4000 včetně nízkotlakého kompresoru (dmychadla) o průměru 2,96 m vyrobeného z titanu, jehož nápadně zakřivené lopatky jsou viditelné zepředu a dále nízkotlakou turbínu. Firma General Electric  na základě motoru GE90 vyvíjela vysokotlakou část – vysokotlaký kompresor, spalovací komoru a vysokotlakou turbínu. Na vývoji se také podílela německá firma MTU Aero Engines z Mnichova, francouzská Snecma a belgická Techspace Aero.

## Specifikace (GP7270)

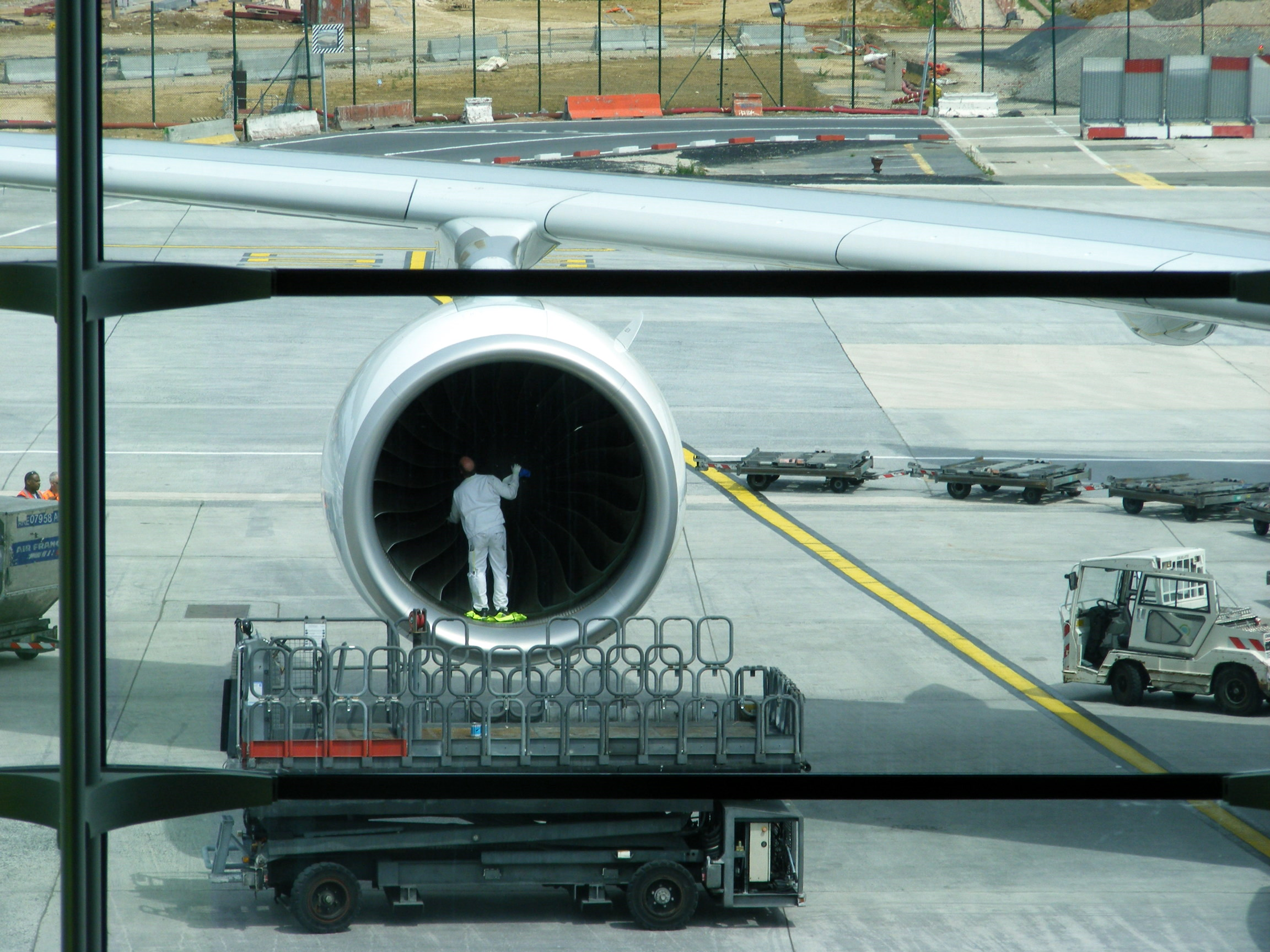
Údržba motoru GP7000

### Technické údaje
- Typ: dvouhřídelový dvouproudový motor
- Průměr: 3,16 m
- Délka: 4,92 m
- Hmotnost suchého motoru: 6 712 kg

### Součásti
- Kompresor: : 24 dutých lopatek dmychadla z titanu s obtokovým poměrem 8,8:1; pětistupňový nízkotlaký axiální kompresor; devítiistupňový vysokotlaký axiální kompresor
- Spalovací komora: prstencová
- Turbína: 2stupňová axiální vysokotlaká; 6stupňová axiální nízkotlaká

### Výkony
- Maximální tah: 363 kN (36 980 kgf, 81 500 lbf)
- Celkový stupeň stlačení: 43,9
- Průtok/hltnost vzduchu: 900 až 1 200 kg/s (2 000 až 2 600 lb/s)
- Poměr tah/hmotnost: 5,197